# 나나고촌 (이바라키현)
나나고촌(七郷村)은 이바라키현 사시마군에 일찍이 존재했던 촌이다. 현재의 반도시 남부에 해당한다.

## 역사
- 1889년 4월 1일 - 정촌제 시행에 의해 사시마군 나카가와촌이 성립하였다.
- 1947년 9월 15일 -  태풍 카스린으로 인한 폭우로 나카가와 마을의 토네강 제방이 무너졌다. 주변 마을과 함께 나가스 마을도 대부분 침수되는 피해를 입었다.
- 1955년 9월 15일 - 이와미정, 나카가와촌, 가미오미촌, 이지마촌, 유미타촌, 나나에촌, 나가스촌과 합병해 새로운 이와미정이 성립하여, 동일 나나고촌이 폐지되었다.